# Avispa Music
Avispa Music es una compañía discográfica independiente enfocada en el rock y heavy metal en español desde 1986. Ha trabajado con bandas españolas de gran recorrido como WarCry, Muro, Saratoga, Stravaganzza, Medina Azahara y Barón Rojo, entre muchas otras.

## Artistas
| - Acriter - Amistades Peligrosas - Adagio - Alfredo Moya - Alabarda - Alaire - Amadablan - Ampage - Angelus Apatrida - Angra - Anima Sola - Annihilator - Arkstorm - Ártica - Aspid - Asterius - At Vance - Avantasia | - Avatar - Axxis - Babylon Chat - Bai Bang - Barbarian - Barón Rojo - Básico - Beautiful Sin - Beethoven R. - Beholder - Bella Bestia - Bible of the Devil - Black Messiah - Blackmore's Night - Bonfire - Bonnie Tyler - Breaker - Burialmound | - Burning - Burning Skies - By Night - Caskärrabias - Centinela - Centurion - Chili Charanga - Circle II Circle - Clan Club - Clon DC - Cristina del Valle - Costello - Cowboys & Aliens - Cronómetro Budú - Cruachan - Cuatro Gatos - Dark at Dawn - Darna | - Deadsoil - Death Before Disco - Deformación Profesional - Descaro - Desecano - Destruction - Dezperadoz - Extremoduro - Evohe - Ktulu - Medina Azahara - Sauze - Saratoga (banda) - Seqzión demenziados - Stravaganzza - Trad Montana - WarCry - Wereworld |